# Gymnochaetopsis fulvicauda
Gymnochaetopsis fulvicauda är en tvåvingeart som först beskrevs av Margaret Walton 1914.  Gymnochaetopsis fulvicauda ingår i släktet Gymnochaetopsis och familjen parasitflugor.
Artens utbredningsområde är Puerto Rico. Inga underarter finns listade i Catalogue of Life.